# Nash (Dakota del Norte)
Nash es un lugar designado por el censo ubicado en el condado de Walsh en el estado estadounidense de Dakota del Norte. En el censo de 2010 tenía una población de 32 habitantes y una densidad poblacional de 12,09 personas por km².

## Geografía
Nash se encuentra ubicado en las coordenadas 48°28′40″N 97°31′28″O / 48.47778, -97.52444. Según la Oficina del Censo de los Estados Unidos, Nash tiene una superficie total de 2.65 km², de la cual 2.65 km² corresponden a tierra firme y (0%) 0 km² es agua.

## Demografía
Según el censo de 2010, había 32 personas residiendo en Nash. La densidad de población era de 12,09 hab./km². De los 32 habitantes, Nash estaba compuesto por el 93.75% blancos, el 0% eran afroamericanos, el 0% eran amerindios, el 0% eran asiáticos, el 0% eran isleños del Pacífico, el 6.25% eran de otras razas y el 0% pertenecían a dos o más razas. Del total de la población el 28.13% eran hispanos o latinos de cualquier raza.